# ادبیات مادی

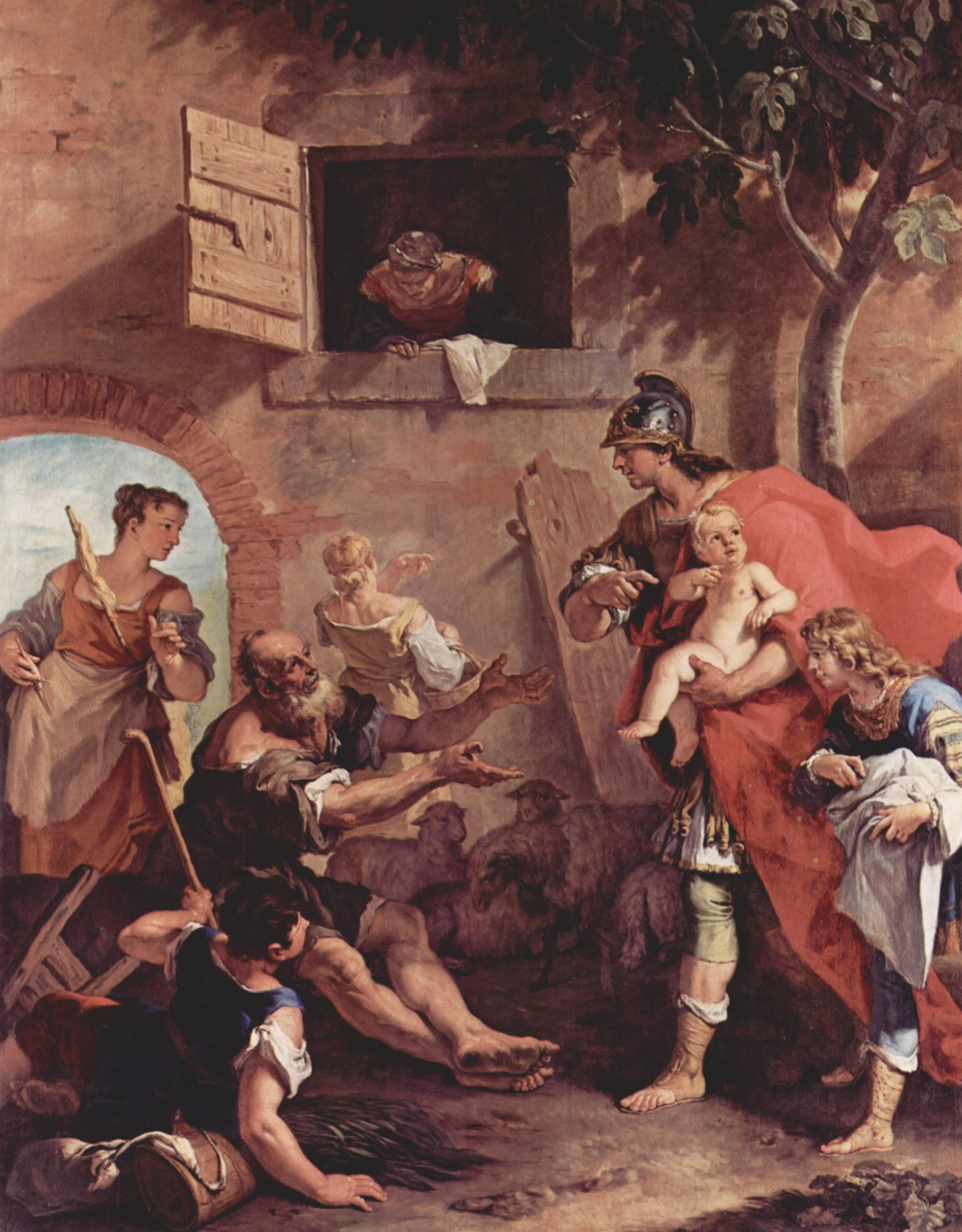
نقاشی دوران کودکی کوروش، اثر سباستیانو ریچی.

ادبیات مادی به مجموعه‌ای از نوشته‌ها و روایت‌های شفاهی به زبان مادی و یا مربوط به فرهنگ مردم ماد گفته می‌شود. از زبان مادی که در غرب و شمال غرب ایران رایج بوده‌است، اثر مکتوبی در دست نیست اما از اشاراتی که در نوشته‌های مورخان یونانی نظیر کتسیاس، دینون و هرودوت به داستان‌ها، قصه‌ها و اشعار این دوره شده‌است، رد ادبیات روایی و سینه به سینه این دوره را می‌توان پی گرفت.
به گفته هرودوت، در زمان پادشاهی دَهیوکه، دعاوی را که می‌نوشتند، نزد وی می‌فرستادند. سپس او دربارهٔ آنچه نزدش آورده شده بود، داوری می‌کرد و داوری‌هایش را بازپس می‌فرستاد. تنها شاهد مستقیمی که نشان می‌دهد مادها خط را می‌شناختند، تکه‌ای سیمین است که در تپه نوشیجان کشف شده و بخش‌هایی از دو نشانه خط میخی بر آن به جا مانده، اما شناسایی نوع خط میخی و زبان آن ناممکن است. به باور دیاکونف خط میخی پارسی باستان (خطی که برای کتیبه‌هایشان به کار می‌بردند)، در اصل نوآوری مادها بوده، در حالی که اشمیت احتمال می‌دهد مادها از خط میخی آشوری بهره می‌بردند.
آثِنِئوس می‌نویسد که خنیاگران با اوراد خود دلاوری‌های کوروش و جنگ‌های او را با آستیاگ پیش‌گویی می‌کردند. سپس از قول دینون می‌نویسد: هنگامی که آستیاگ با دوستانش به جشن و شادمانی می‌پرداخت، مردی به نام اَنگارِس، که مشهورترین خنیاگران بود، احضار شد و داستانهای منظوم معمول را با آواز خواند. در پایان گفت که دَدی ترسناک تر از گراز وحشی در باتلاق‌ها رها شده‌است و اگر بر همسایگان مسلط شود، دیری نگذرد که هیچ دشمنی هماورد او نباشد. چون آستیاگ از خنیاگر پرسید: این چه ددی است؟ خنیاگر جواب داد: «کوروش پارسی». همچنین دینون می‌نویسد که کوروش در خواب دید که خورشید در پیش پای او بود. سه بار کوشید تا آن را با دست بگیرد، ولی موفق نشد، زیرا خورشید سُر می‌خورد و می‌گریخت. مغان برای او پیش‌گویی کردند که سه بار گریختن خورشید به معنای سلطنت سی ساله وی خواهد بود و چنین نیز شد.
داستان‌های مربوط به کوروش به ادبیات راه یافته بود. گزنفون می‌نویسد: ایرانی‌ها در داستان‌ها و سروهای خود که تا این زمان هنوز رایج است، زیبایی و خصال نیکوی این پادشاه و علاقه‌مندی او را به فراگیری بازگو می‌کنند؛ و در جای دیگر می‌آورد که: نام کوروش ورد زبان اهالی ماد بود. هر کسی در گفتار خویش از او تمجید می‌کرد و مردم در سرودها و تصنیف به تحسین او می‌پرداختند.
هرودوت از سروده‌های دینی مادی نام می‌برد که به نگام برگزاری آئین‌های نیایش برای ایزدها توسط مغ‌ها خوانده می‌شد. این سروده‌ها که احتمالاً شباهت‌هایی با یشت‌های اوستایی داشته‌است، به دوره مادها یا حتی پیش از آن بازمی‌گردد. آثنئوس دربارهٔ مادها گفته‌است: «بربرها نیز مانند یونانی‌ها کردارهای پهلوان‌ها را جشن می‌گرفتند و خدایان را می ستایند.»
استرابو می‌نویسند که آموزگارهای ایرانی برای تربیت جوان‌ها، اخبار مربوط به کارهای شگفت ایزدان و نام‌آوران را با اساطیر و افسانه‌ها در هم می‌آمیزند.
بر اساس چنین شواهدی است که مری بویس خنیاگری حرفه‌ای در ایران را متعلق به دوران پیش از اشکانیان می‌داند. بی تردید روایت‌های منثور و منظومی دربارهٔ تاریخ باستان، افسانه‌های کهن و داستان‌های عاشفانه در میان مادها رواج داشته‌است.

## داستان‌های حماسی مادی

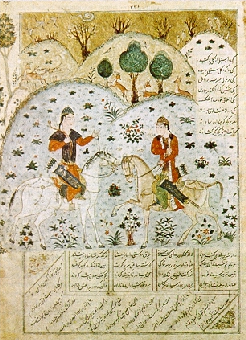
مینیاتور خسرو و شیرین

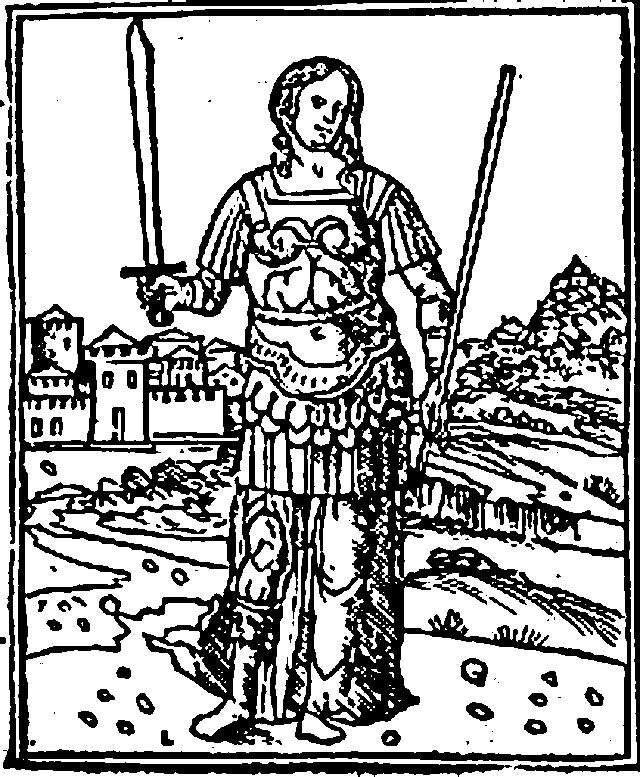
یک نگاره ایتالیایی از سده هیجده که سمیرامیس را به عنوان یک آمازون مسلح ترسیم می‌کند

کتزیاس (پزشک مخصوص اردشیر دوم) در کتاب خود پرسیکا (که در اوایل سده چهارم پیش از میلاد نوشته‌است) نمونه‌ای از داستان‌های حماسی مادی را که منجر به برقراری استیلای مادها شده، بیان کرده‌است. او در این کتاب، افسانه‌های مادی دیگری نیز نقل کرده که دارای شیوه و سبک حماسی و حتی نزدیک به سبک شاهنامه است. برای نمونه از داستان پارسوندس پارسی، اسارت او به دست حاکم بابل، نَنَروس و ماجرای رهایی او می‌توان نام برد. نَنروس حاکم بابل، این سپهسالار و کمانگیر دلیر ایرانی را به مدت هفت سال، به لباس زنان، در شبستان خود زندانی کرد، تا آنکه پارسوندس به یاری یکی از هم‌پیمان‌هایش آزاد شد و به کادوسیان (طالشان عهد باستان) پناه برد و آن‌ها او را به شاهی برگزیدند.
کتزیاس افسانه زندگی کوروش را بر اساس داستانی حماسی یا افسانه‌ای که در روزگارش مشهور بوده‌است، بازگو می‌کند. بنا بر روایت این نویسنده، کوروش از خاندان شاهی ماد نیست، بلکه پس از رسیدن به پادشاهی است که با آمی‌تیس، دختر آستیاگ (که شوهر مادی او یعنی سپیتمه را کشته بود) ازدواج کرده، خود را از این طریق به سلسله برافتاده منسوب می‌کند. به گفته کتزیاس، کوروش پسر اَترَدَت است که مردی دون‌پابه از قبیله ماردها بود. کوروش پس از ورود به خدمت شاه ماد اندک اندک مقام و منزلتی مهم به دست می‌آورد، رئیس ندیم‌ها و ساقی‌های شاه می‌گردد، مقام شهربانی (ساتراپی) ایالت پارس را برای پدر خود می‌گیرد و عظمت آینده خود او به وسیله خوابی پیش‌بینی می‌شود.
بخش‌های پیش-تاریخی افسانه شاهنشاهی ایران که در کتاب کتزیاس آمده، با وجود آنکه آمیخته با داستان‌ها و اسطوره‌های سامی است، روایتی مادی به‌شمار می‌آید. در روایت مادی از چندین شاه آشوری نام برده شده‌است که مادها خاطره‌های آن‌ها را فراموش نکرده بودند.
باید توجه داشت که بخش عمده این‌گونه روایات مربوط به فرمانرواهای آشور، آشکارا دارای اصل و منشأ ایرانی است. برای نمونه از افسانه سمیرامیس، ملکه آشور می‌توان یاد کرد. در این روایت سمیرامیس نوزاد را سر راه گذاشته‌است و شبان‌ها او را می‌یابند. جنگاوری و لشکرکشی‌های او بر اساس افسانه در شرق ایران یعنی در بلخ و سرزمین هند روی می‌دهد. او باغی در نزدیکی بیستون می‌آراید و دستور می‌دهد که تصویر او را بر صخره تراشیده ستیغ کوه بنگارند در حالی که صد سرباز نگهبان پیرامون او ایستاده‌اند و نیز کتیبه‌ای به خط سُریانی (آرامی) می‌نویسند. کاخی شاهانه در همدان بنا می‌کند و سال‌های پایانی زندگی اش را در دژی در سرزمین ماد سپری می‌کند. در داستان زندگی این شهبانوی آشوری، اجزا و عنصرهای ایرانی بسیاری دیده می‌شود که بعدها بازتاب آن را در افسانه شیرین و فرهاد می‌یابیم.
افسانه اربق، ویران‌کننده شهر نینوا و به گفته کتسیاس بنیانگذار شاهنشاهی ماد، نیز نمونه‌ای دیگر از این‌گونه روایت‌ها است.
هرودوت از میان چهار روایت مربوط به زندگی کوروش، افسانه‌ای را که به نظر کریستن‌سن اصل مادی دارد، برگزیده و پس از حذف جنبه‌های حماسی و شاخ و برگ‌های افسانه، آن را به صورتی منطقی درآورده است. برای نمونه، در افسانه اصلی، سگ ماده‌ای به کوروش شیر داده و او را پرورده‌است. حال آنکه هرودوت واژه مادی spāka به معنی «سگ ماده» را به عنوان نام زن شبانی انتخاب کرده که کوروش را پرورانده‌است. نکات برجسته افسانه کودکی کوروش در بسیاری از داستان‌های دیگر ایرانی به‌طور پراکنده می‌توان یافت.
این امر از ویژگی‌های ادبیات روایی است که اجزا و عناصر برجسته افسانه‌ها و زمینه‌های کهن مشترک به دست خنیاگرها و قوال‌ها به دوره‌های بعدی منتقل شده و در داستان‌های مربوط به شخصیت‌های دوره‌ای بعدی دوباره ظاهر می‌شوند.

## داستان‌های عاشقانهٔ مادی
در میان افسانه‌ها و داستان‌هایی که مورخ‌های یونانی نقل کرده‌اند، نمونه‌هایی از داستان‌های عاشقانهٔ مادی نیز دیده می‌شود. یکی از این داستان‌ها که کِتِسیاس آن را با لطفی استثنایی بیان کرده‌است، داستان پرشور عشق سْتریانگایوس یا ستریاگلیوس شاهزادهٔ مادی به زَرینایا، ملکهٔ سکاها است که پس از ناکامی در عشق به خودکشی شاهزادهٔ مادی می‌انجامد. نولدکه تمامی روایت‌های این داستان را بررسی کرده‌است و آن‌ها را دارای جنبهٔ حماسی می‌داند، گرچه شخصاً ترجیح می‌دهد آن را منظومه‌ای عاشقانه بنامد.
از دیگر داستان‌های عاشقانهٔ مادی، داستان زَریادْرِس و اُداتیس است که خارِسِ میتیلِنی این‌گونه نقل کرده است: «آورده‌اند که هیسْتاسْپِس (گُشتاسب) و برادر کوچکش زَریادْرِس از ازدواج آفْرودیت و آدونیس به دنیا آمدند. هیستاسپس فرمانروای ماد و سرزمین‌های سُفلای آن بود و زریادرس بر نواحی علیای دروازه‌های خزر تا تَنائیس حکم می‌راند. در آن سوی تنائیس، مَراثی‌ها می‌زیستند که فرمانروای آن‌ها اُمارتِس بود. وی دختری داشت به نام اُداتیس که زیباترین زن آسیا به‌شمار می‌رفت. اداتیس زریادرس را به خواب دید و دل بدو بست و زریادرس نیز در خواب مفتون آن دختر شد. زریادرس کوشید تا اداتیس را به دست آورد اما توفیق نیافت، زیرا پدر دختر نمی‌خواست او را به مردی بیگانه شوهر دهد. دیری نگذشت که امارتس جشن ازدواجی برگزار کرد که در آن خویشان و نزدیکان و اشراف دربار او حضور داشتند و از اداتیس خواست که جام شراب را به کسی بدهد که مایل به ازدواج با او است. زریادرس، که اداتیس او را پیش از آن از ماجرا آگاه کرده بود، به شتاب به همراهی گردونه‌ران خود از تنائیس گذشت و با لباس سکایی، ناشناس وارد تالار جشن شد و اداتیس جام او را پر کرد. خارس میتیلنی می‌گوید که این داستان در میان مردم آسیا شهرت بسیار داشته و آن بر دیوارهای نیایشگاه‌ها، کاخ‌ها و حتی خانه‌های خصوصی نقاشی می‌کردند و اشراف غالباً نام دختران خویش را اداتیس می‌گذاشتند. به نظر بویس این داستان اصلی مادی دارد و با آيین پرستش خدای عشق (احتمالاً آناهیتا) ارتباط داشته‌است و بعدها به صورت داستان گشتاسب و کتایون وارد حلقهٔ کیانی شده و در شاهنامه بازتاب یافته است.

## کتاب توبیت
شائول شاکد، می‌نویسد که قطعاً کتاب توبیت، بن‌مایه‌ای ایرانی (مادی) دارد، گرچه برخی از خاورشناس‌ها در این موضوع شک دارند، ولی می‌توان با قاطعیت گفت که پشت‌زمینه (به انگلیسی: theme) این داستان به اسطوره‌های ایرانی اشاره دارد.

## لاتین
1. ↑  Athenaeus
2. ↑  Angares
3. ↑  Stryangaios
4. ↑  Zarinaia
5. ↑  Zariadres
6. ↑  Odatis
7. ↑  Chares of Mytilene
8. ↑  Tanäis